# Aeropuerto de Lincoln
El Aeropuerto de Lincoln (IATA: LNK, OACI: KLNK, FAA LID: LNK), anteriormente conocido como Aeropuerto Municipal de Lincoln, es un aeropuerto civil/militar ubicado a cuatro millas náuticas  (7 km) al nordeste del distrito financiero de Lincoln, una ciudad en el Condado de Lancaster, Nebraska, Estados Unidos.
Es el segundo aeropuerto más grande de Nebraska, sirviendo al área metropolitana de Lincoln y al sudoeste de Nebraska. El aeropuerto está ubicado aproximadamente a cuatro millas (6.4 km) del downtown de Lincoln, se llega rápidamente por la Interestatal 80 por el norte y oeste.

## Aerolíneas y destinos

### Pasajeros
| Aerolíneas     | Destinos                                    |
| -------------- | ------------------------------------------- |
| Breeze Airways | Orlando (inicia el 10 de diciembre de 2025) |
| United Express | Chicago–O'Hare, Denver                      |